# Geophis carinosus
Geophis carinosus är en ormart som beskrevs av Stuart 1941. Geophis carinosus ingår i släktet Geophis och familjen snokar. Inga underarter finns listade i Catalogue of Life.
Arten förekommer med flera från varandra skilda populationer i södra Mexiko (delstaterna Chiapas, Puebla och Veracruz) och i norra Guatemala. Den lever i kulliga områden och i bergstrakter mellan 150 och 1500 meter över havet. Habitatet utgörs av fuktiga skogar (bland annat molnskogar) och av lite mer torra blandskogar med tallar och ekar. Dessutom besöks trädodlingar.
Geophis carinosus är sällsynt men för beståndet är inga hot kända. IUCN kategoriserar arten globalt som livskraftig.